# تپه اتانک ۲
تپه اتانک ۲ در شهرستان آبیک، روستای اتانک واقع شده و این اثر در تاریخ ۲۵ اسفند ۱۳۸۰ با شمارهٔ ثبت ۵۴۴۷ به‌عنوان یکی از آثار ملی ایران به ثبت رسیده است.